# Молодіжний чемпіонат Європи з футболу 1986
Чемпіонат Європи з футболу 1986 серед молодіжних команд — міжнародний футбольний турнір під егідою УЄФА серед молодіжних збірних команд країн зони УЄФА. Переможцем турніру стала молодіжна збірна команда Іспанії, яка у фінальній серії з двох матчів переграла молодіжну збірну Італії.

## Кваліфікація
Кваліфікаційний турнір відбувся з 1 травня 1984 року по 18 грудня 1985.

### Група 1
|   |         | І | В | Н | П | МЗ | МП | О |
| - | ------- | - | - | - | - | -- | -- | - |
| 1 | Польща  | 4 | 3 | 0 | 1 | 10 | 4  | 6 |
| 2 | Греція  | 4 | 2 | 0 | 2 | 6  | 8  | 4 |
| 3 | Албанія | 4 | 1 | 0 | 3 | 3  | 7  | 2 |

| - Польща 5-1 Греція - Польща 2-0 Албанія - Греція 2-0 Албанія | - Греція 2-1 Польща - Албанія 1-2 Польща - Албанія 2-1 Греція |

### Група 2
|   |                | І | В | Н | П | МЗ | МП | О |
| - | -------------- | - | - | - | - | -- | -- | - |
| 1 | Швеція         | 6 | 4 | 1 | 1 | 7  | 3  | 9 |
| 2 | ФРН            | 6 | 3 | 1 | 2 | 9  | 6  | 7 |
| 3 | Чехословаччина | 6 | 2 | 1 | 3 | 6  | 8  | 5 |
| 4 | Португалія     | 6 | 1 | 1 | 4 | 4  | 9  | 3 |

| - Швеція 1-1 Португалія - Португалія 0-1 Чехословаччина - ФРН 1-0 Швеція - Португалія 0-1 Швеція - Португалія 2-1 ФРН - Чехословаччина 1-1 ФРН | - Швеція 1-0 Чехословаччина - Чехословаччина 3-1 Португалія - Швеція 2-1 ФРН - Чехословаччина 0-2 Швеція - ФРН 2-0 Португалія - ФРН 3-1 Чехословаччина |

### Група 3
|   |           | І | В | Н | П | МЗ | МП | О |
| - | --------- | - | - | - | - | -- | -- | - |
| 1 | Англія    | 6 | 3 | 2 | 1 | 9  | 3  | 8 |
| 2 | Фінляндія | 6 | 1 | 4 | 1 | 6  | 6  | 6 |
| 3 | Румунія   | 6 | 1 | 4 | 1 | 5  | 7  | 6 |
| 4 | Туреччина | 6 | 0 | 4 | 2 | 3  | 7  | 4 |

| - Англія 2-0 Фінляндія - Туреччина 1-1 Фінляндія - Туреччина 0-0 Англія - Румунія 1-0 Туреччина - Румунія 0-0 Англія - Фінляндія 3-1 Англія | - Фінляндія 2-2 Румунія - Румунія 0-0 Фінляндія - Англія 3-0 Румунія - Фінляндія 0-0 Туреччина - Англія 3-0 Туреччина - Туреччина 2-2 Румунія |

### Група 4
|   |           | І | В | Н | П | МЗ | МП | О |
| - | --------- | - | - | - | - | -- | -- | - |
| 1 | Франція   | 6 | 2 | 3 | 1 | 11 | 7  | 7 |
| 2 | Болгарія  | 6 | 3 | 1 | 2 | 14 | 12 | 7 |
| 3 | НДР       | 6 | 1 | 4 | 1 | 9  | 9  | 6 |
| 4 | Югославія | 6 | 1 | 2 | 3 | 10 | 16 | 4 |

| - Югославія 1-2 Болгарія - НДР 1-1 Югославія - Франція 2-1 Болгарія - Франція 1-1 НДР - Югославія 0-0 Франція - Болгарія 3-2 НДР | - Болгарія 4-0 Франція - Болгарія 3-6 Югославія - НДР 1-1 Франція - Югославія 2-3 НДР - НДР 1-1 Болгарія - Франція 7-0 Югославія |

### Група 5
|   |            | І | В | Н | П | МЗ | МП | О  |
| - | ---------- | - | - | - | - | -- | -- | -- |
| 1 | Угорщина   | 6 | 5 | 0 | 1 | 9  | 3  | 10 |
| 2 | Нідерланди | 6 | 4 | 1 | 1 | 11 | 3  | 9  |
| 3 | Австрія    | 6 | 0 | 3 | 3 | 3  | 7  | 3  |
| 4 | Кіпр       | 6 | 0 | 2 | 4 | 3  | 13 | 2  |

| - Кіпр 1-1 Австрія - Угорщина 2-0 Австрія - Нідерланди 1-0 Угорщина - Австрія 0-0 Нідерланди - Кіпр 1-3 Угорщина - Кіпр 1-3 Нідерланди | - Нідерланди 5-0 Кіпр - Угорщина 1-0 Кіпр - Австрія 1-2 Угорщина - Нідерланди 2-1 Австрія - Австрія 0-0 Кіпр - Угорщина 1-0 Нідерланди |

### Група 6
|   |           | І | В | Н | П | МЗ | МП | О |
| - | --------- | - | - | - | - | -- | -- | - |
| 1 | Данія     | 6 | 3 | 2 | 1 | 11 | 7  | 8 |
| 2 | Норвегія  | 6 | 2 | 2 | 2 | 10 | 9  | 6 |
| 3 | СРСР      | 6 | 3 | 0 | 3 | 8  | 8  | 6 |
| 4 | Швейцарія | 6 | 1 | 2 | 3 | 7  | 12 | 4 |

| - Норвегія 3-0 Швейцарія - Данія 2-2 Норвегія - Норвегія 2-1 СРСР - Швейцарія 1-1 Данія - Швейцарія 4-2 СРСР - СРСР 1-0 Швейцарія | - Данія 1-0 СРСР - СРСР 2-0 Данія - Данія 4-1 Швейцарія - Норвегія 1-3 Данія - СРСР 2-1 Норвегія - Швейцарія 1-1 Норвегія |

### Група 7
|   |           | І | В | Н | П | МЗ | МП | О |
| - | --------- | - | - | - | - | -- | -- | - |
| 1 | Іспанія   | 4 | 3 | 1 | 0 | 4  | 0  | 7 |
| 2 | Шотландія | 4 | 1 | 1 | 2 | 1  | 4  | 3 |
| 3 | Ісландія  | 4 | 1 | 0 | 3 | 2  | 3  | 2 |

| - Шотландія 1-0 Ісландія - Шотландія 0-2 Іспанія - Іспанія 0-0 Шотландія | - Ісландія 2-0 Шотландія - Ісландія 0-1 Іспанія - Іспанія 1-0 Ісландія |

### Група 8
|   |            | І | В | Н | П | МЗ | МП | О |
| - | ---------- | - | - | - | - | -- | -- | - |
| 1 | Італія     | 4 | 3 | 1 | 0 | 15 | 2  | 7 |
| 2 | Бельгія    | 4 | 1 | 1 | 2 | 7  | 8  | 3 |
| 3 | Люксембург | 4 | 1 | 0 | 3 | 5  | 17 | 2 |

| - Бельгія 5-1 Люксембург - Бельгія 1-1 Італія - Італія 5-1 Люксембург | - Люксембург 0-6 Італія - Люксембург 3-1 Бельгія - Італія 3-0 Бельгія |

## Кваліфікувались до фінальної частини
| Країна   | Групи   | Попередні турніри          |
| -------- | ------- | -------------------------- |
| Польща   | Група 1 | 2 (1982, 1984)             |
| Швеція   | Група 2 | 0 (дебют)                  |
| Англія   | Група 3 | 4 (1978, 1980, 1982, 1984) |
| Франція  | Група 4 | 2 (1982, 1984)             |
| Угорщина | Група 5 | 2 (1978, 1980)             |
| Данія    | Група 6 | 1 (1978)                   |
| Іспанія  | Група 7 | 2 (1982, 1984)             |
| Італія   | Група 8 | 4 (1978, 1980, 1982, 1984) |

## Фінальний раунд

### Чвертьфінали
Матчі пройшли 12 березня, матчі-відповіді 26 та 29 березня 1986.
| Команда 1 | Заг.  | Команда 2 | 1-й матч | 2-й матч |
| --------- | ----- | --------- | -------- | -------- |
| Швеція    | 2 - 3 | Італія    | 1 - 1    | 1 - 2    |
| Данія     | 1 - 2 | Англія    | 0 - 1    | 1 - 1    |
| Польща    | 1 - 5 | Угорщина  | 1 - 0    | 0 - 5    |
| Франція   | 2 - 6 | Іспанія   | 1 - 3    | 1 - 3    |

### Півфінали
Матчі пройшли 9 квітня, матчі-відповіді 23 квітня 1986.
| Команда 1 | Заг.  | Команда 2 | 1-й матч | 2-й матч |
| --------- | ----- | --------- | -------- | -------- |
| Італія    | 3 - 1 | Англія    | 2 - 0    | 1 - 1    |
| Угорщина  | 4 - 5 | Іспанія   | 3 - 1    | 1 - 4    |

### Фінал
Матчі пройшли 10 та 29 жовтня 1986.
| Команда 1 | Заг.               | Команда 2 | 1-й матч | 2-й матч |
| --------- | ------------------ | --------- | -------- | -------- |
| Італія    | 3 - 3 0 - 3 (пен.) | Іспанія   | 2 - 1    | 1 - 2    |

| Чемпіон Європи серед молодіжних команд 1986 |
| ------------------------------------------- |
| Іспанія 1-й титул                           |